# 变叶绢毛委陵菜
变叶绢毛委陵菜（学名：Potentilla sericea var. polyschista）为蔷薇科委陵菜属下的一个变种。

## 扩展阅读
- 維基物種上的相關：变叶绢毛委陵菜